# Natasha O'Keeffe
Natasha Dervill O'Keeffe (Brighton, 1º dicembre 1986) è un'attrice britannica, nota per aver interpretato Abby nella serie televisiva Misfits e Lizzie Stark in  Peaky Blinders.

## Biografia
Nata a Brighton da genitori irlandesi della contea di Cavan, è cresciuta a Tooting, Londra sud. Si è formata al Royal Welsh College of Music and Drama e ha recitato in alcune delle loro produzioni teatrali.
O'Keeffe ha esordito nel 2008, interpretando un membro della famiglia reale nel video musicale del singolo degli Oasis Falling Down, l'ultimo pubblicato dalla band prima dello scioglimento. Dal 2010 al 2012 è nel cast principale della serie di BBC Scotland Lip Service, su un gruppo di amiche lesbiche di Glasgow. Nel 2012 e nel 2013 è tra i protagonisti delle ultime due stagioni di Misfits in cui impersona Abbey Smith, riguardante un gruppo di giovani delinquenti in un programma di servizio alla comunità di Londra, che ottengono dei superpoteri. Dal 2013 al 2022 ha interpretato Lizzie Shelby, nella serie ideata da Steven Knight Peaky Blinders. Nel 2016 recita accanto a Benedict Cumberbatch e Martin Freeman nell'episodio speciale della serie Sherlock, L'abominevole sposa, nel ruolo della sposa Emelia Ricoletti. Dal 2017 al 2021 ha recitato nel ruolo di Charlotte Ross nella serie di BBC Strike, tratta dai romanzi polizieschi scritti da J. K. Rowling. Nel 2021 è la dottoressa Emma Grieves nella serie Sky Studios Intergalactic.
Dal 2023 al 2025 O'Keeffe ha interpretato la Reietta Lanfear nella serie di Amazon MGM Studios La Ruota del Tempo, tratta dall'omonima saga letteraria.

## Vita privata
È sposata con l'attore Dylan Edwards e vivono a Margate con i loro due figli.

## Filmografia parziale

### Cinema
- Abraham's Point, regia di Wyndham Price (2008)
- Svengali, regia di John Hardwick (2013)
- Filth, regia di Jon S. Baird (2013)
- Madame Clicquot (Widow Clicquot), regia di Thomas Napper (2023)

### Televisione
- Lip Service – serie TV, 10 episodi  (2010-2012)
- Misfits – serie TV, 11 episodi (2012-2013)
- Peaky Blinders – serie TV, 27 episodi (2013-2022)
- Law & Order: UK – serie TV, episodio 7x05 (2013)
- Jekyll e Hyde – serie TV, 8 episodi (2015)
- Sherlock – serie TV, episodio 3x04 (2016)
- Strike – serie TV, 5 episodi (2017-2020)
- Temple – serie TV, episodi 1x02-1x07-1x08 (2019)
- Intergalactic – serie TV, 8 episodi (2021)
- La Ruota del Tempo (The Wheel of Time) – serie TV, 14 episodi (2023-2025)

## Doppiatrici italiane
Nelle versioni in italiano delle opere in cui ha recitato, Natasha O'Keeffe è stata doppiata da:
- Laura Facchin in Lip Service
- Maura Cenciarelli in Peaky Blinders
- Emilia Costa in Sherlock
- Francesca Manicone in Intergalactic
- Federica De Bortoli in Temple
- Gemma Donati ne La Ruota del Tempo
- Chiara Colizzi in Madame Clicquot